# Bettembourg
Bettembourg (en luxembourgeois : Beetebuerg  et en allemand : Bettemburg) est une localité luxembourgeoise et le chef-lieu de la commune portant le même nom situées dans le canton d'Esch-sur-Alzette.

## Géographie

### Localisation
|                         | Leudelange  |        |
| Mondercange Schifflange | Bettembourg | Roeser |
| Kayl                    | Dudelange   |        |

Bettembourg est située dans la plaine de l'Alzette (un affluent de la Sûre), là où celle-ci reçoit les eaux du ruisseau des Quatre Moulins (appelé localement Diddelengerbaach).

### Sections de la commune
- Abweiler
- Bettembourg (siège)
- Fennange
- Huncherange
- Noertzange

### Voies de communications et transports

#### Réseau ferroviaire
Sa gare, qui se trouve sur la ligne ferroviaire internationale Luxembourg-Metz (ligne 6 Luxembourg – Bettembourg-frontière et ligne de Metz-Ville à Zoufftgen), lui facilite les communications par le rail.
Un triage à butte avec 28 voies de débranchement, construit dans les années 1980, a été équipé dans les dernières années d’un terminal pour conteneurs. De ce fait, Bettembourg constitue désormais un important maillon dans le transport de marchandises sur l'axe européen Nord-Sud.

#### Réseau routier
Bettembourg est relié au réseau routier par les routes nationales N13 et N31 ainsi que par le CR132 et le CR163. Il est également longé par les autoroutes A13 et A3, qui se croisent à la Croix de Bettembourg.

#### Transports en commun
La commune est desservie par le Régime général des transports routiers (RGTR). En outre, elle opère un service « City-Bus » sur réservation, le « Eisen e-Bus ».

## Histoire
Selon nos connaissances actuelles, le secteur de la commune de Bettembourg n’était peuplé que sporadiquement à l'époque préhistorique. Il n'y a jusqu'ici par exemple que peu de découvertes de ce temps, comme des pots d'une tombe du VIIe siècle av. J.-C.
À l’époque gallo-romaine, le peuplement a changé en profondeur. Ainsi, il y a plusieurs sites romains dans et autour de Bettembourg (qu'on ne peut plus visiter aujourd’hui).
Le seigneur de Bettembourg était comte de Luxembourg.[Quand ?] La localité de Bettembourg était pour lui d’une importance particulière car elle se trouvait à un endroit stratégique, c’est-à-dire sur la route de Luxembourg.

### L'essor de Bettembourg
L’essor de Bettembourg commence en 1859 par la construction de la première ligne de chemin de fer entre Luxembourg et Thionville. D’autres lignes ont suivi : Bettembourg-Esch-sur-Alzette, Bettembourg–Dudelange-usine (devenue en 2003 Bettembourg-Volmerange-les-Mines). La ville est ainsi devenue un nœud de communication important. Beaucoup de gens ont trouvé du travail grâce à cette augmentation de l’activité. La population a elle aussi augmenté.
Aujourd'hui, Bettembourg est une des plus grandes communes du Luxembourg. La commune travaille aujourd’hui main dans la main avec la commune de Dudelange.

## Politique et administration

### Liste des bourgmestres
| Identité                        | Période          | Période  | Durée                      | Étiquette |
| Identité                        | Début            | Fin      | Durée                      | Étiquette |
| ------------------------------- | ---------------- | -------- | -------------------------- | --------- |
| Fernand Weber (d) (1931 - 2019) | 1979             | 1988     | 9 ans                      | CSV       |
| Lucien Lux (né en 1956)         | 1988             | 2004     | 16 ans                     | POSL      |
| Laurent Zeimet (né en 1974)     | 14 novembre 2011 | En cours | 13 ans, 7 mois et 15 jours | CSV       |

### Conseil communal
Le Conseil communal de Bettembourg est composé de quinze membres.
| Parti                                             | 2017 | 2011 | 2005 |
| ------------------------------------------------- | ---- | ---- | ---- |
| Parti ouvrier socialiste luxembourgeois (LSAP)    | 6    | 6    | 8    |
| Parti populaire chrétien-social (CSV)             | 5    | 4    | 3    |
| Les Verts                                         | 2    | 2    | 1    |
| Parti réformiste d'alternative démocratique (ADR) | 1    | 0    | 0    |
| Parti démocratique (DP)                           | 1    | 1    | 1    |
| Total                                             | 15   | 13   | 13   |

### Jumelages
Bettembourg est jumelée avec :
- Flaibano (Italie) depuis le 11 juin 1989, commune de la province d'Udine (Frioul-Vénétie Julienne) ;
- Valpaços (Portugal) depuis le 12 septembre 1999, municipalité de la région Nord.

## Population et société

### Démographie
La population de Bettembourg s'est longtemps composée d’agriculteurs et de journaliers. Les agriculteurs ont eu une vie difficile : mauvaises récoltes, famines, épidémies et guerres. Aux XVIIe et XVIIIe siècles, Bettembourg a été très souvent pillé.
L'évolution du nombre d'habitants est connue à travers les recensements de la population effectués dans le pays depuis 1821. Les recensements décennaux de la population permettent de caler les chiffres sur la composition de la population par sexe, âge, nationalité et commune de résidence. Entre deux recensements, la population au 1er janvier de l’année {\displaystyle x} est évaluée en ajoutant à la population au 1er janvier de l’année {\displaystyle x-1} les soldes naturel (naissances {\displaystyle -} décès) et migratoire (arrivées {\displaystyle -} départs) de l'année. La même méthode est appliquée pour la répartition par âge au 1er janvier et les effectifs totaux par nationalité. Depuis le 1er septembre 2023, le Luxembourg dénombre 100 communes.
Au 1er janvier 2024, la commune comptait 11 521 habitants.
| 1821  | 1851  | 1871  | 1880  | 1890  | 1900  | 1910  | 1922  | 1930  |
| ----- | ----- | ----- | ----- | ----- | ----- | ----- | ----- | ----- |
| 1 022 | 1 148 | 1 519 | 1 604 | 1 768 | 2 203 | 2 905 | 3 430 | 5 427 |

| 1935  | 1947  | 1960  | 1970  | 1978  | 1979  | 1981  | 1983  | 1984  |
| ----- | ----- | ----- | ----- | ----- | ----- | ----- | ----- | ----- |
| 5 231 | 5 061 | 5 877 | 6 623 | 7 121 | 7 182 | 7 131 | 7 220 | 7 300 |

| 1985  | 1986  | 1987  | 1988  | 1989  | 1990  | 1991  | 1992  | 1993  |
| ----- | ----- | ----- | ----- | ----- | ----- | ----- | ----- | ----- |
| 7 370 | 7 420 | 7 630 | 7 806 | 7 892 | 7 962 | 8 020 | 8 013 | 8 236 |

| 1994  | 1995  | 1996  | 1997  | 1998  | 1999  | 2000  | 2001  | 2002  |
| ----- | ----- | ----- | ----- | ----- | ----- | ----- | ----- | ----- |
| 8 252 | 8 515 | 8 644 | 8 865 | 9 036 | 9 120 | 9 179 | 9 063 | 9 125 |

| 2003  | 2004  | 2005  | 2006  | 2007  | 2008  | 2009  | 2010  | 2011  |
| ----- | ----- | ----- | ----- | ----- | ----- | ----- | ----- | ----- |
| 9 163 | 9 126 | 9 271 | 9 291 | 9 438 | 9 597 | 9 722 | 9 818 | 9 790 |

| 2012  | 2013  | 2014   | 2015   | 2016   | 2017   | 2018   | 2019   | 2020   |
| ----- | ----- | ------ | ------ | ------ | ------ | ------ | ------ | ------ |
| 9 772 | 9 952 | 10 038 | 10 178 | 10 400 | 10 736 | 11 003 | 11 197 | 11 319 |

| 2021   | 2022   | 2023   | 2024   | - | - | - | - | - |
| ------ | ------ | ------ | ------ | - | - | - | - | - |
| 11 374 | 11 405 | 11 422 | 11 521 | - | - | - | - | - |

Le graphique qui aurait dû être présenté ici ne peut pas être affiché car il utilise l'ancienne extension Graph, désactivée pour des questions de sécurité. Des indications pour créer un nouveau graphique avec la nouvelle extension Chart sont disponibles ici.

### Tourisme

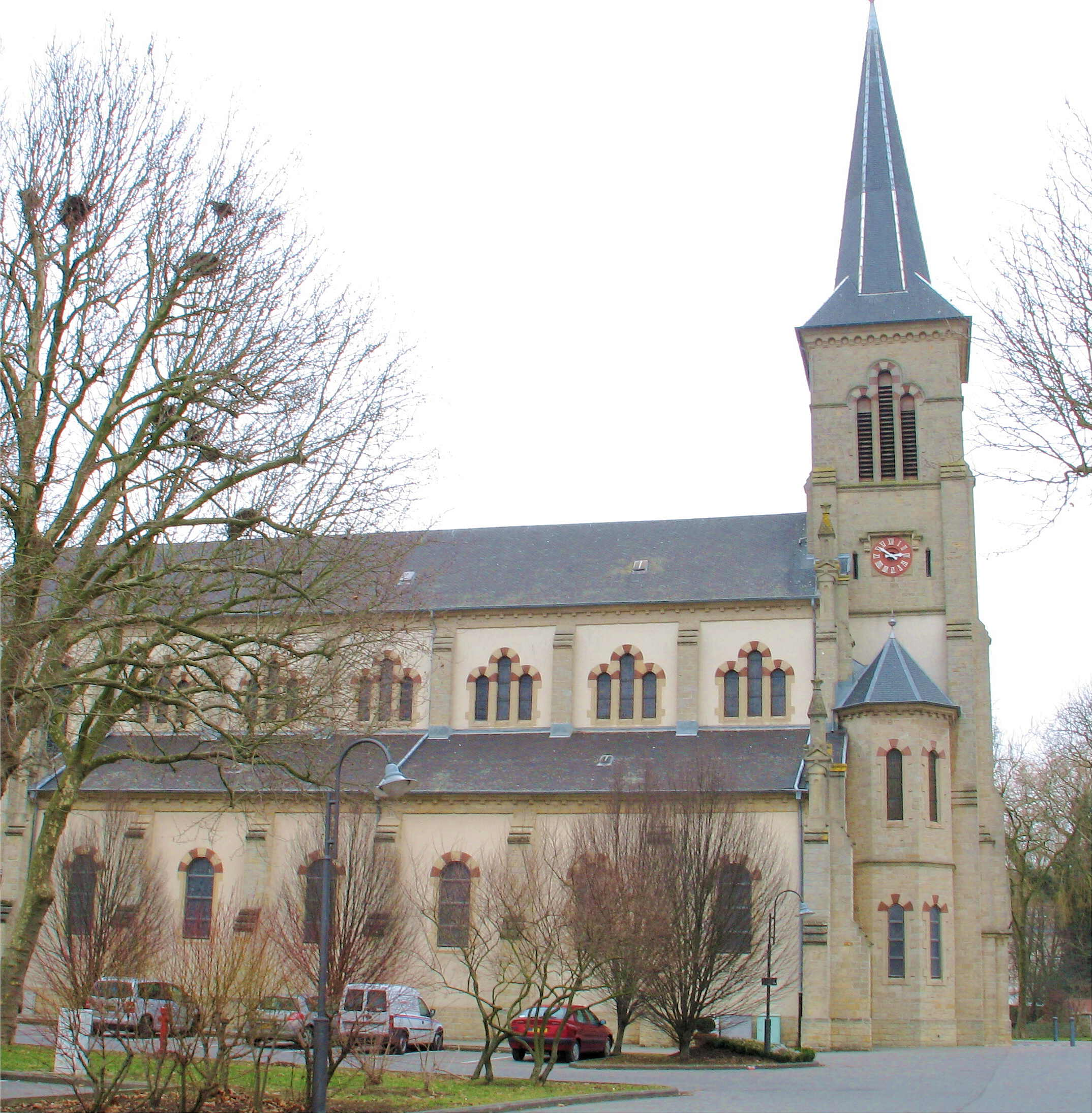
L'église.

- L'église néoromane construite en 1889 ;
- Le parc d'attractions : le « Parc Merveilleux », parc zoologique et d’animations pour enfants créé en 1956.

### Équipements publics
La commune dispose depuis 2005 d'une piscine, le centre de natation An der Schwemm, géré par un syndicat intercommunal auquel adhère également la commune de Leudelange.

## Culture locale et patrimoine

### Héraldique, logotype et devise
| Blason de Bettembourg | Blason  | Parti au I d’argent au lion de sable, lampassé et armé de gueules, au II de gueules au château à deux tours d'or.                                                                        |
| Blason de Bettembourg | Détails | Armoiries de la commune luxembourgeoise de Bettembourg. Les armoiries sont adoptées par le conseil communal en date du 11 juillet 1981 et agréées par arrêté ministériel du 3 août 1981. |

### Personnalités liées à la commune
- Jean-Bernard Ney (1921-2003), résistant luxembourgeois, Compagnon de la Libération.